# د. براينت
د. براينت (بالإنجليزية: D. Bryant)‏ هو لاعب كرة قدم أمريكية أمريكي، ولد في 22 أكتوبر 1980 في ديترويت في الولايات المتحدة.